# Courbe du sourire
 (novembre 2023).

Courbe du sourire : valeur ajoutée le long de la chaîne de valeur mondiale

La courbe du sourire est une représentation graphique utilisée pour analyser la répartition des activités d'une chaîne de production internationale en fonction de leur valeur ajoutée. Cette courbe est utilisée pour la première fois en 1996 par Stan Shih, un ingénieur taïwanais fondateur de l'entreprise informatique Acer, pour illustrer les problèmes des fabricants informatiques à Taïwan qui n'accueillait à l'époque que des activités à faible valeur ajoutée.
Cette courbe montre que la création de valeur n’est plus répartie de façon aussi homogène : les activités à plus faible valeur ajoutée, généralement la production et l'assemblage des biens manufacturés sont les plus souvent délocalisées, tandis que les activités de recherche et développement et de marketing sont généralement gardées dans le pays d'origine des multinationales.